# Пламеневский, Борис Алексеевич
Борис Алексеевич Пламеневский (р. 19.09.1939) — советский и российский математик.
Доктор физико-математических наук (1976), специальность ВАК: 01.01.02 (дифференциальные уравнения, динамические системы и оптимальное управление). Профессор. Лауреат премии Правительства Санкт-Петербурга за выдающиеся научные результаты в области науки и техники в 2020 году: в номинации математика и механика — премия им. П. Л. Чебышёва (Постановление Правительства Санкт-Петербурга от 21.12.2020 № 1115). За выдающийся вклад в развитие теории дифференциальных и псевдодифференциальных операторов в нерегулярных областях.
Монографии:
- Пламеневский Б. А. Алгебры псевдодифференциальных операторов. — М.: Наука, 1986. (Plamenevskii B. A. Algebras of Pseudodifferential Operators. — Moscow: Nauka, 1986). (Translation: Kluver Academic Press, Dordrecht/Boston/London, 1989.)
- Назаров С. А., Пламеневский Б. А. Эллиптические задачи в областях с кусочно гладкой границей. — М.: Наука, 1991.
- Nazarov S. A., Plamenevsky B. A. Elliptic Problems in Domains with Piecewise Smooth Boundaries. — Berlin; New-York: De Gruyter, 1994. (расширенная версия издания на русском языке).
- Maz’ya V., Nazarov S., Plamenevskii B. Asymptotische Theorie elliptischer Rahdwertaufgaben in singular gestörten Gebieten. Bd. 1, 2. — Berlin: Academic Verlag, 1991.
- Maz’ya V., Nazarov S., Plamenevskii B. Asymptotic Theory of Elliptic Problems in Singularly Perturbed Domains. Vol. 1, 2. — Birkhauser, 2000, (Operator Theory, Advances and Applications, v. 111, 112) (перевод).
- Пламеневский Б. А. Псевдодифференциальные операторы на кусочно гладких многообразиях. — Новосибирск: Тамара Рожковская, 2010.
- Baskin L., Neittaanmaki P., Plamenevskii B., Sarafanov O. Resonant Tunneling (Subtitle: Quantum Waveguides of Variable Cross-Sections, Asymptotics, Numerics and Applications). — Springer, 2015.

Организации, в которых работает в настоящее время, профессор (2016):
- Санкт-Петербургский государственный университет, математико-механический и физический факультеты;
- Научно-исследовательский институт физики им. В. А. Фока Санкт-Петербургского государственного университета;
- Электротехнический институт инженеров связи.